# Albert Asensio Navarro
Albert Asensio Navarro   (Horta de Sant Joan, 11 de març de 1974) és un il·lustrador català.
Va il·lustrar la reedició de la col·lecció de contes d'Ana María Matute per a l'editorial Destino. Va participar en el programa Página 2 de TVE. Guanya un premi del Banco del Libro de Venezuela amb el llibre Kim de Rudyard Kipling de l'Editorial Juventud. El 2010, va guanyar el Premi Junceda a la millor coberta de llibre pel llibre Neu de Primavera de l'Editorial Bambú. El 2011, va obtenir el Premi Junceda a la millor publicitat pel Cartell Fira de Tàrrega. El 2012, va rebre el Premi Junceda a la millor il·lustració científica per la Col·lecció "On viuen els animals?" de l'Editorial Juventud.